# 0+1=1 (I Promise You)
0+1=1 (I Promise You) es el segundo EP del grupo de chicos de Corea del Sur Wanna One, un grupo de proyecto creado a través del programa de supervivencia Mnet de 2017,Produce 101 Season 2, compuesto por once aprendices de diferentes compañías de entrenamiento que promocionarán durante 18 meses bajo  YMC Entertainment. El álbum fue lanzado digitally oficialmente el 19 de marzo del 2018, por YMC Entertainment, Stone Music Entertainment and CJ E&M Music.

## Antecedentes y lanzamiento
El 26 de febrero, Wanna One anunció la fecha de lanzamiento del tema especial y su segundo miniálbum, titulado 0+1=1 (I Promise You). El tema especial, "I Promise You (I.P.U.)" fue lanzado el 5 de marzo junto con su video musical, marcando el día 333 desde la primera aparición pública del grupo. La canción principal "Boomerang" fue lanzada el 19 de marzo junto con el álbum. "Boomerang" es una canción electro trap que habla sobre el corazón de uno que se acerca a su pareja y regresa después de hacer una conexión.

## Promoción
Wanna One realizó un programa de regreso el 19 de marzo, que fue transmitido en vivo por Mnet. Muestra las interpretaciones del grupo de sus nuevas canciones, así como imágenes detrás de escena de su video musical.

## Desempeño comercial
El 5 de marzo, se anunció que el número de pedidos anticipados del álbum superó las 700,000 copias, rompiendo el récord anterior establecido por el grupo. "I Promise You (I.P.U.)" encabezó seis listas de música en línea de seis sitios de música importantes: Melon, Genie, Bugs, Mnet, Naver y Soribada; y logró un estado "all-kill" en tiempo real el día de su lanzamiento. La canción también ganó el primer lugar en Show! Music Core y Show Champion sin ninguna promoción.

## Listado de pistas
| N.º | Título                                                  | Acuerdo              | Duración |  |
| 1.  | «Gold»                                                  | Assbrass             | 3:39     |  |
| 2.  | «I Promise You (I.P.U.)» (약속해요 (I.P.U.))            | Rovin                | 3:40     |  |
| 3.  | «Boomerang» (부메랑)                                    | Shaun Kim            | 3:03     |  |
| 4.  | «We Are»                                                | Gravvity             | 3:21     |  |
| 5.  | «Day by Day» (보여)                                     | Jung Ho-hyun (E.One) | 3:06     |  |
| 6.  | «I'll Remember» (너의 이름을)                           | Shin Kung            | 3:34     |  |
| 7.  | «I Promise You» (Propose version; 약속해요 (고백 ver.)) | AthenA               | 4:18     |  |

## Gráficos

### Gráficos semanales
| Gráfico (2018)                    | Mejor posición |
| --------------------------------- | -------------- |
| Corea del Sur Álbumes (Gaon)      | 1              |
| EE. UU. Mundo Álbumes (Billboard) | 10             |

### Gráficos de fin de año
| Gráfico (2018)               | Posición |
| ---------------------------- | -------- |
| Corea del Sur Álbumes (Gaon) | 4        |